# Caponioidea
Caponioidea é uma superfamília de aranhas araneomorfas, maioritariamente com 6 olhos, que integra duas famílias (alguns autores consideram a família Tetrablemmidae como fazendo parte da superfamília monotípica Tetrablemmoidea).

## Taxonomia
- Caponiidae — que integra algumas espécies com apenas 2 ou 4 olhos;
- Tetrablemmidae — frequentemente considerada como uma superfamília autónoma.